# Philharmostes badius
Philharmostes badius là một loài bọ cánh cứng trong họ Hybosoridae. Loài này được Petrovitz miêu tả khoa học năm 1967.